# Moemedi Moatlhaping
Moemedi "Jomo" Moatlhaping (sinh ngày 14 tháng 7 năm 1985) là một cầu thủ bóng đá người Botswana. Hiện tại anh thi đấu cho Gaborone United và Botswana.